# NASA Exoplanet Archive
NASA Exoplanet Archiveとは太陽系外惑星と主星を特徴付けるための検索を支援するためにパブリックデータを収集し提供するカタログとデータのオンラインサービスである。赤外線処理分析センターの一部でカリフォルニア州パサデナにあるカリフォルニア工科大学(Caltech)のキャンパスで運営されている。このアーカイブはアメリカ航空宇宙局(NASA)が支援しており、2011年12月初めにNASAの太陽系外惑星探査プログラムの一環としてNExScIが立ち上げた。2014年1月、アーカイブが集めた確認された太陽系外惑星のコレクションが1,000を突破した。
アーカイブのデータには光度曲線、画像、スペクトル、パラメータ、そして通過する太陽系外惑星を発見する目的の探査から得られる時系列データが含まれている。またこのアーカイブではデータを活用するためのウェブ型のツールやサービスを開発していて、特にアメリカ合衆国のデータポータルであるExoplanet Archive向けにケプラーやCOROTからのトランジットデータセットの表示や解析で使用されている。スーパーWASP、HATNet、XO、TrES、KELTといった他の天体探査や望遠鏡もアーカイブにデータセットを提供している。

## 太陽系外惑星データのコンテンツ
Exoplanet Archiveは方法（半径方向速度、トランジット、マイクロレンズ、結像、天文測定、Eclipse Timing Variation、Transit Timing variations/TTV）問わずに発見されたオブジェクトで構成されていて、30木星質量と同等か少ない質量（もしくは最小質量）を含む公的利用可能な惑星パラメータを掲載している。

## ツールとサービス
加えて、大規模な一般公開データセットへのアクセスを提供するためにExoplanet Archiveは太陽系外惑星と恒星のホストデータで作業するための複数のツールを開発している。
- Interactive Visualizers for Planet Parameters（惑星パラメータのインタラクティブビジュアライザー）:  これら確認された惑星、Kepler Objects of Interest (KOIs)、Threshold-Crossing Events (TCEs)、目的の恒星データのインタラクティブテーブルディスプレイデータをユーザーはフィルタリング、ソート、ダウンロード、ケプラー天体の光度曲線ビジュアライゼーションのような他の太陽系外惑星アーカイブサービスへのエクスポートを行うことが出来る。

- Kepler Light Curve Viewer（ケプラー光度曲線ビューア）: ユーザーが選んだ単一の目的のケプラー天体の方角のインタラクティブディスプレイ。光度曲線ファイルからのカラムはノーマライズしてもしなくてもプロットしたり、ペリオドグラムやフェーズツールに送信できる。

- Periodogram Service（ペリオドグラムサービス）: このツールはアーカイブかユーザーがアップロードしたファイルからの時系列データのピリオドグラムを計算する。このサービスはロム＝スカーグル法、Box-fitting Least Squares (BLS)、Plavchanの3つのアルゴリズムに対応している。最も重要なピリオドでフェーズされた光度曲線も利用可能である。

- Transit and Ephemeris Calculations（トランジットと天体暦計算）: このサービスは主星全体の太陽系外惑星のトランジット時間の天体暦を返す。指定された緯度経度や観測のためのオプションとして、その場所でのトランジット時間を表にしたり、軌道内の二次的トランジットやその他のフェーズ地点の時間を計算することも出来る。

- アプリケーションプログラムインターフェイス (API): URLやコマンドライン型クエリを通した太陽系外惑星と主星とケプラー天体の候補テーブルのコンテンツへのユーザーアクセスが出来るようになっている。

- Pre-generated Plots（事前作成プロット）: 太陽系外惑星の数の面におけるフィールドの現況や軌道や物理的特徴の理解を説明するためのプレゼンテーション素材へ早くアクセスできるコミュニティを提供する準備モードプロット。

## Exoplanet Archiveのトランジット調査データ
Exoplanet Archiveはケプラー、CoRoTといったトランジット太陽系外惑星を発見する目的の探査からの測光時系列データを提供している。データベースは次のを含む宇宙空間もしくは地上の太陽系外惑星トランジット調査プログラムからの2,100万以上の光度曲線にアクセスできるようになっている。
- Kepler Public Survey Data（ケプラー一般調査データ）
- CoRoT Exoplanet Survey data（CoRoT太陽系外惑星調査データ）
- CoRoT Asteroseismology data（CoRoT星震学データ）
- HATNet Survey data（HATnet調査データ）
- XO Survey data（XO調査データ）
- TrES Survey data（TrES調査データ）
- KELT Survey data（KELT調査データ）
- SuperWASP light curves（SuperWASP光度曲線）

またExoplanet Archiveでは太陽系外惑星や恒星や惑星パラメータ、ケプラー惑星候補、時系列データセットの検索やフィルタリングが提供されている。Exoplanet Archiveの全データは天文学者の集団によって精査されているが元の参考文献も利用可能である。
さらに、画像、スペクトルや時系列データのインタラクティブビジュアライゼーションにも対応していて、複数の恒星構成物における曖昧さを最小限にするために恒星の相互識別を維持している。